# 台南市学甲区中洲国民小学
台南市学甲区中洲国民小学（たいなんしがっこうくちゅうしゅうこくみんしょうがく）は、
台湾台南市学甲区に位置する市立の国民小学校で、1921年4月に設立された。

学区は光華里と中洲里が属していて、現在の生徒数は合計85人である。

## 歴史
1921年4月1日、当学校は最初に学甲公校の分離教室として設立され、後に学甲公校の分教場に昇格した。
1926年4月1日、中洲公学校に独立し昇格され、初代校長は日本人の未永勇だった。1940年4月1日、中洲国民学校に改名された。
第二次世界大戦後、1946年1月17日に台南県学甲郷第二国民学校に改名され、1947年2月12日に再び台南県学甲郷中洲国民学校に改名された。
1968年2月2日、学甲郷が鎮に昇格するに伴い、校名は学甲鎮中洲国民学校に変更された。
そして政府が九年一貫国民義務教育によって、1968年8月1日に正式に台南県学甲鎮中洲国民小学校改名された。
2010年12月25日、台南県市の合併に伴い、学校は再び台南市学甲区市立中洲小学校に改名された。

## 歴代校長

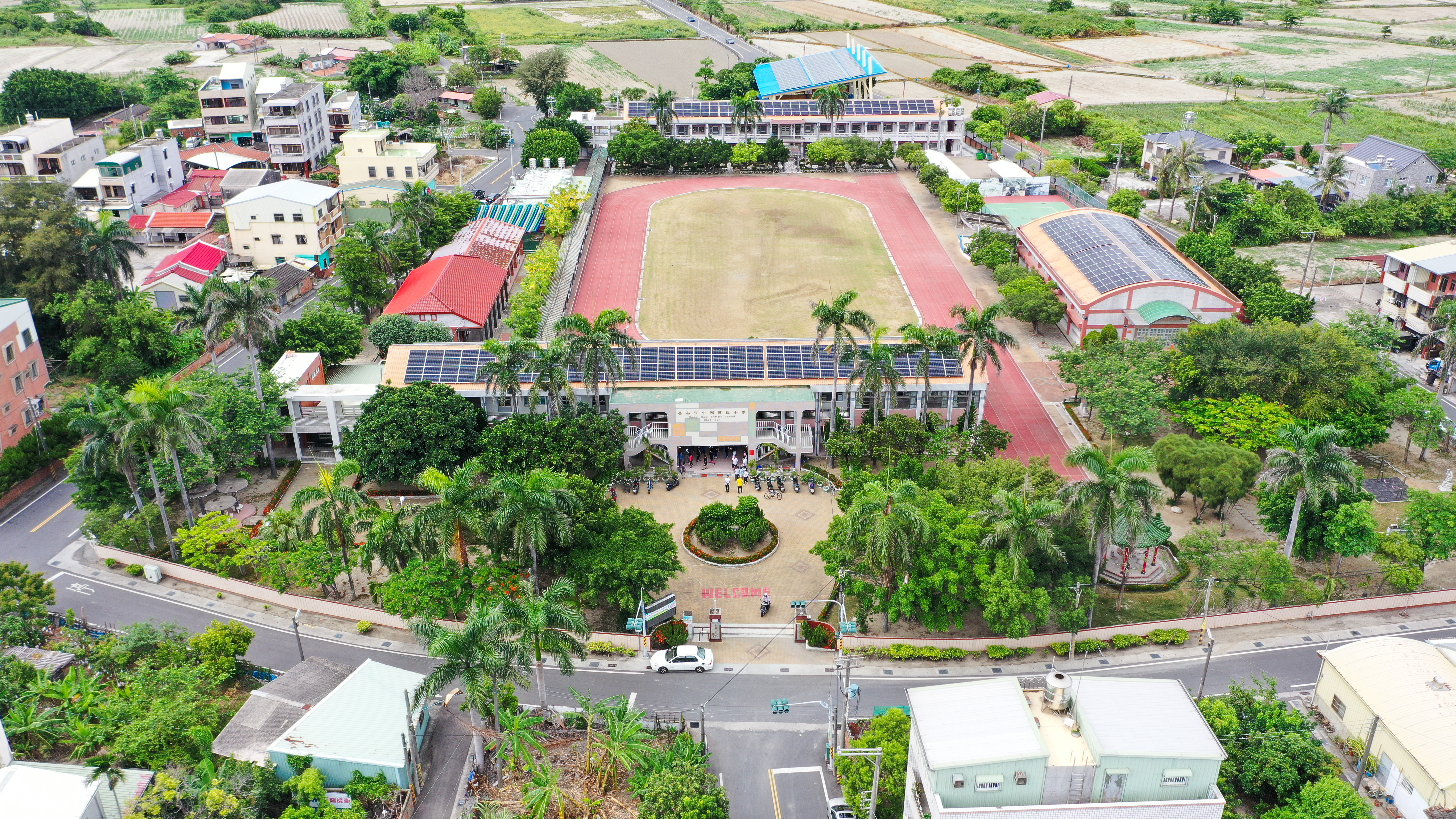
台南市学甲区中洲国民小学校空撮写真

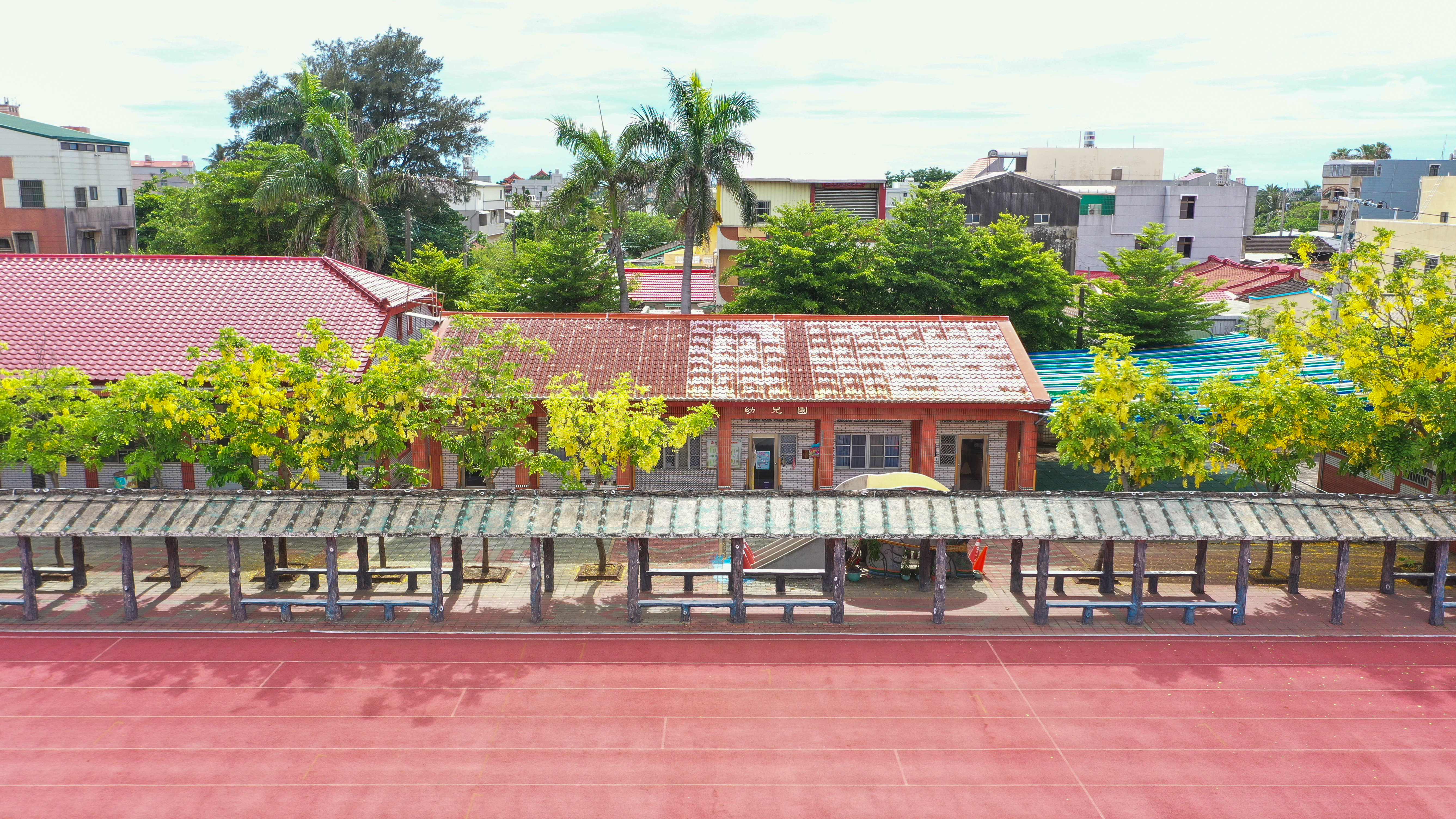
台南市学甲区中洲国民小学校幼稚園

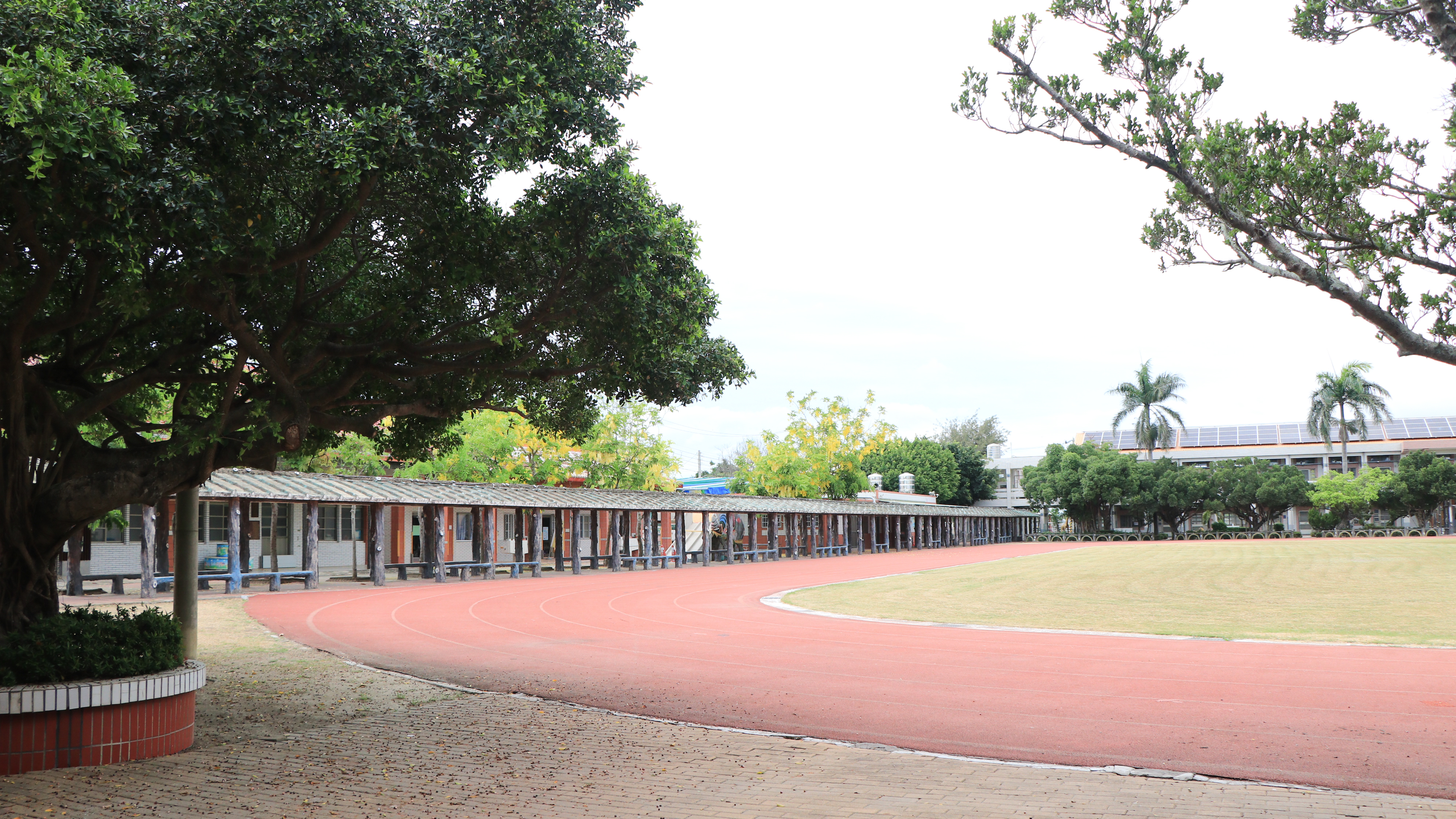
台南市学甲区中洲国民小学校運動場

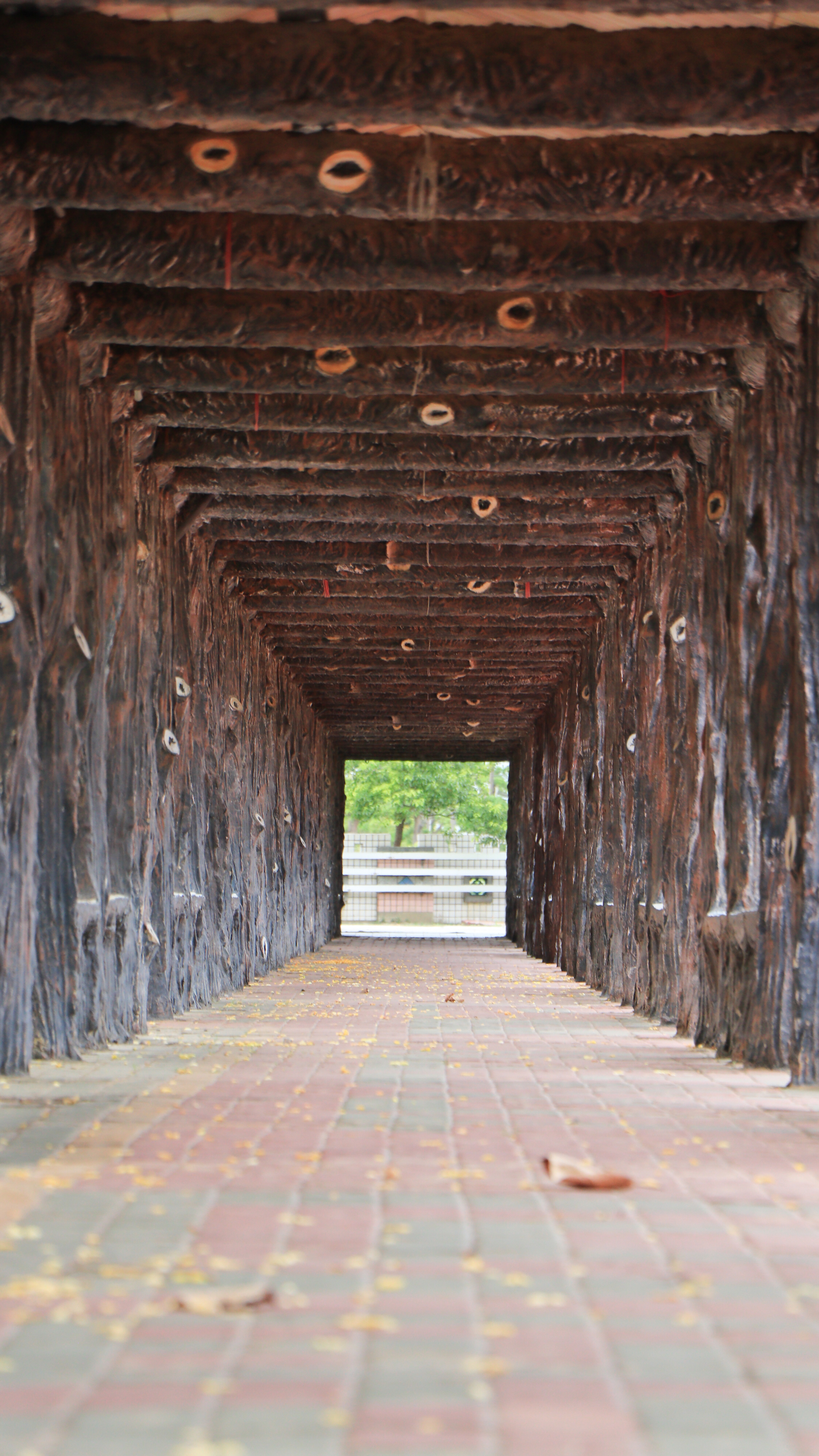
台南市学甲区中洲国民小学校校内景色

| 日本政府が統治していた時期 |            |                             |      |
| 任期順番                   | 名前       | 任期                        | 備考 |
| 分班                       | 又賀房次郎 | 大正 10.01.01~大正 12.04.27 |      |
| 分校                       | 土持武熊   | 大正 12.04.28~大正 15.03.31 |      |
| 第一任                     | 末永猛     | 大正 15.04.01~昭和 11.03.31 |      |
| 第二任                     | 竹下種吉   | 昭和 11.04.01~昭和 12.03.26 |      |
| 第三任                     | 愛澤猛夫   | 昭和 12.04.01~昭和 16.03.31 |      |
| 第四任                     | 狩俁玄宜   | 昭和 16.04.01~昭和 17.03.31 |      |
| 第五任                     | 安井貞之助 | 昭和 17.04.01~昭和 18.07.30 |      |
| 第六任                     | 小林登八   | 昭和 18.07.30~民國 34.08.15 |      |

| 中華民国政府が統治している時期 |        |                        |      |
| 任期順番                       | 名前   | 任期                   | 備考 |
| 第一任                         | 莊先富 | 民国34.08.15~35.12.31  |      |
| 第二任                         | 劉銀騫 | 民国36.01.01~36.08.31  |      |
| 第三任                         | 吳再欣 | 民国36.09.09~38.01.21  |      |
| 第四任                         | 陳佳相 | 民国38.02.06~42.02.23  |      |
| 第五任                         | 郭廷章 | 民国42.03.08~62.06.15  |      |
| 第六任                         | 莊必祥 | 民国62.08.12~74.07.01  |      |
| 代理校長                       | 柯明欽 | 民国74.07.01~74.08.01  |      |
| 第七任                         | 陳鴻謨 | 民国74.08.01~78.08.01  |      |
| 第八任                         | 趙玉柱 | 民国78.08.01~82.08.01  |      |
| 第九任                         | 吳春明 | 民国82.08.01~86.09.01  |      |
| 第十任                         | 陳聰德 | 民国86.09.01~92.02.01  |      |
| 代理校長                       | 吳麗華 | 民国92.02.01~92.08.01  |      |
| 第十一任                       | 許福田 | 民国92.08.01~98.08.01  |      |
| 第十二任                       | 馮郁元 | 民国98.08.01~106.08.01 |      |
| 第十三任                       | 黃文信 | 民国106.08.01~今迄     |      |

出典：